# Pseudodendroides amamiana
Pseudodendroides amamiana is een keversoort uit de familie vuurkevers (Pyrochroidae). De wetenschappelijke naam van de soort is voor het eerst geldig gepubliceerd in 1988 door Nakane.